# Chernes mongolicus
Chernes mongolicus är en spindeldjursart som beskrevs av Beier 1973. Chernes mongolicus ingår i släktet Chernes och familjen blindklokrypare. Inga underarter finns listade i Catalogue of Life.